# Šarišské Jastrabie
Šarišské Jastrabie é um município da Eslováquia, situado no distrito de Stará Ľubovňa, na região de Prešov. Tem 21,39 km² de área e sua população em 2018 foi estimada em 1.455 habitantes.

## Demografia
| Ano:        | 1994 | 2004    | 2014    | 2024    |
| ----------- | ---- | ------- | ------- | ------- |
| Broj ljudi: | 969  | 1170    | 1364    | 1606    |
| Razlika:    |      | +20,74% | +16,58% | +17,74% |

| Ano:               | 2023 | 2024   |
| ------------------ | ---- | ------ |
| Número de pessoas: | 1569 | 1606   |
| Diferença:         |      | +2,35% |